# Třída Nairana
Třída Nairana byla třída eskortních letadlových lodí britského královského námořnictva z období druhé světové války. Celkem byly postaveny tři jednotky této třídy. Ve službě byly v letech 1943–1952. Žádná nebyla ve válce ztracena. Jedna byla po vyřazení krátce provozována nizozemským námořnictvem.

## Pozadí vzniku
Trojice eskortních letadlových lodí této třídy vznikla přestavbou rozestavěných rychlých nákladních lodí. Přestavbu provedly loděnice John Brown & Co. v Clydebanku, Swan Hunter ve Wallsendu a Harland & Wolff v Belfastu. Plavidla byla do služby přijata v letech 1943–1944.
Jednotky třídy Nairana:
| Jméno          | Loděnice        | Založení kýlu | Spuštění na vodu | Přijetí do služby | Osud |
| -------------- | --------------- | ------------- | ---------------- | ----------------- | --- |
| Nairana (D05)  | John Brown      | 1941          | 20. května 1943  | 3. prosince 1943  | Od března 1946 do května 1948 zapůjčena nizozemskému námořnictvmu jako Karel Doorman. Roku 1948 přestavěna na nákladní loď Port Victor. |
| Vindex (D15)   | Swan Hunter     | 1942          | 4. května 1943   | 3. prosince 1943  | Roku 1947 přestavěna na nákladní loď Port Vindex.                                                                                       |
| Campania (D48) | Harland & Wolff | 1941          | 17. června 1943  | 7. března 1944    | Od roku 1949 transport letadel, roku 1952 využita při jaderných testech, roku 1955 sešrotována.                                         |

## Konstrukce (Nairana)

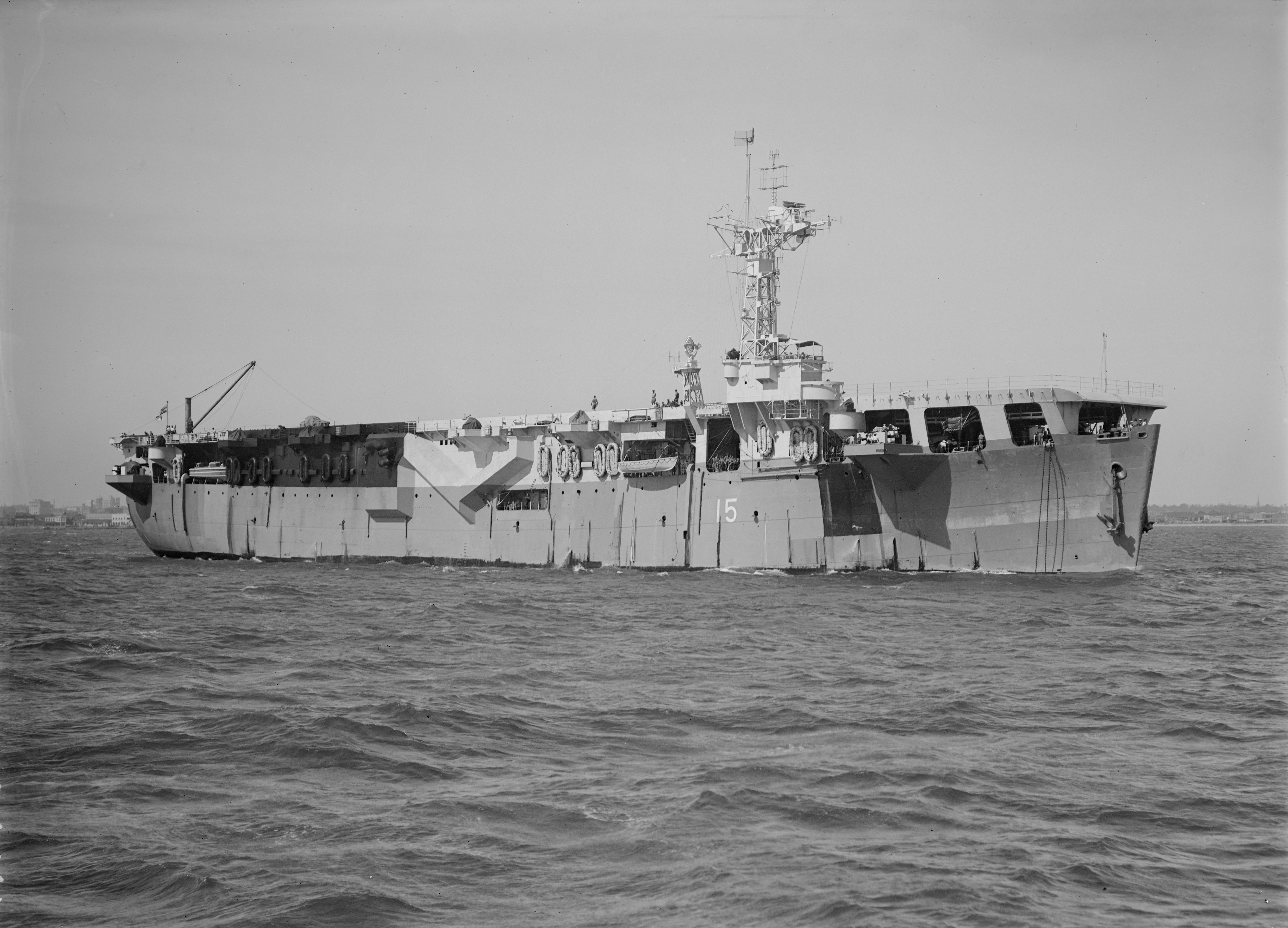
Vindex

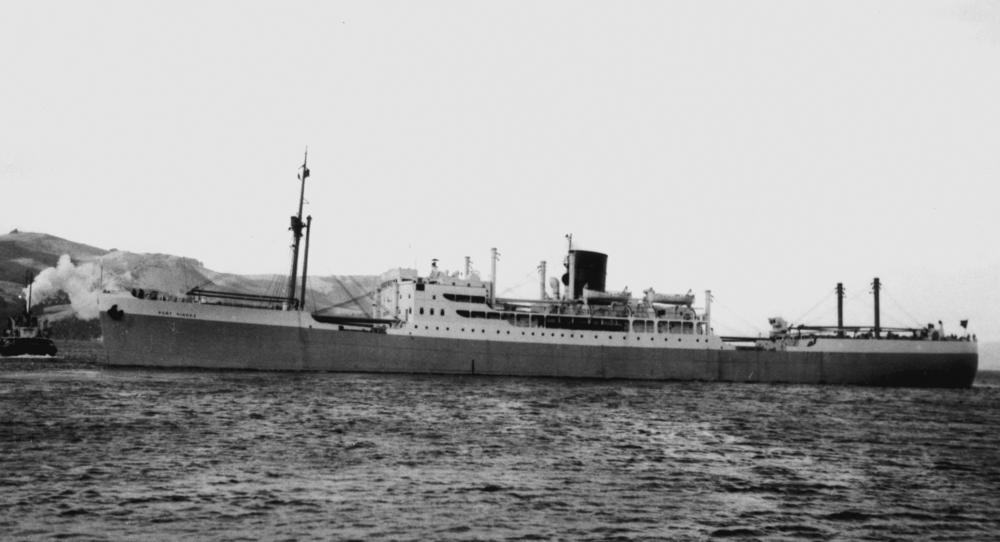
Port Vindex

Plavidla měla klasické uspořádání s průběžnou palubou a malým ostrovem na pravoboku. Neměla žádné pancéřování. Letová paluba měla délku 153,3 metru. S hangárem spojoval ji jeden výtah. Jedna loď nesla 18 letadel (někdy ale více). Například Vindex nesl v říjnu 1944 čtyři Wildcat a dvanáct bombardérů Swordfish. Ty startovaly pomocí jednoho katapultu C-II. Obrannou výzbroj tvořily dva 102mm kanóny, šestnáct 40mm kanónů a šestnáct 20mm kanónů. Pohonný systém tvořily diesely Doxford o výkonu 10 700 hp, pohánějící dva lodní šrouby. Nejvyšší rychlost dosahovala 17 uzlů. Dosah byl 13 000 námořních mil při rychlosti 15 uzlů.